# Katara (depresija)
Depresija Katara (arapski: منخفض القطارة‎ Munḫafaḍ al-Qaṭṭārah) je depresija u sjeverozapadnom Egiptu u guvernatu Matrouh, dio Libijske pustinje. Nalazi se ispod razine mora, a prekrivena solanama, pješčanim dinama i slanim močvarama.
Regija se proteže između geografske širine 28 ° 35 'i 30 ° 25' sjeverno i dužine od 26 ° 20 'i 29 ° 02' istočno. dvadesetak kilometara zapadno od depresije leže oaze Siwa i Jaghbub, te nekoliko manjih sličnih depresija. Katara predstavlja najrasprostranjeniju suhu depresiju na Zemljinoj površini s dnom ispod morskog nivoa. Na sjevernoj i zapadnoj strani je uokvirena strmim vapnenačkim grebenima do 100 m visine. Uz ovaj strmi obod su i najveće dubine depresije od 133 metra. Južna i istočna strana depresije postepeno se uzdižu. Sadrži drugu najnižu točku u Africi, najniža je Jezero Assal u Džibutiu. Depresija pokriva površinu od oko 19.605 četvornih kilometar, veličine usporedive s jezerom Ontariom i Slovenijom. Zbog svoje veličine i blizine obale Sredozemnog mora studije pokazuju da ima potencijal za generiranje hidroelektrike.

## Klima
Klima u Katari je vrlo sušno s godišnjim padalina između 25 do 50 mm na sjevernim rubovima na manje od 25 mm na jugu depresije. Prosječna dnevna temperatura je između 36,2 - 6,2 ° C tijekom ljetnih i zimskih mjeseci. Prevladavajući vjetar dolazi iz smjera sjevera. Maksimalne brzine vjetra su u ožujku od 11,5 m / s, a minimalne u prosincu s 3,2 m / s.  Prosječna brzina vjetra je oko 5-6 m / s.